# Anopheles canorii
Anopheles canorii este o specie de țânțari din genul Anopheles, descrisă de Floch și Emile Abonnenc în anul 1945.
Este endemică în French Guiana. Conform Catalogue of Life specia Anopheles canorii nu are subspecii cunoscute.